# Spathelia excelsa
Spathelia excelsa là một loài thực vật có hoa trong họ Cửu lý hương. Loài này được (Krause) R.S. Cowan & Brizicky miêu tả khoa học đầu tiên năm 1960.